# Nicolai Cleve Broch

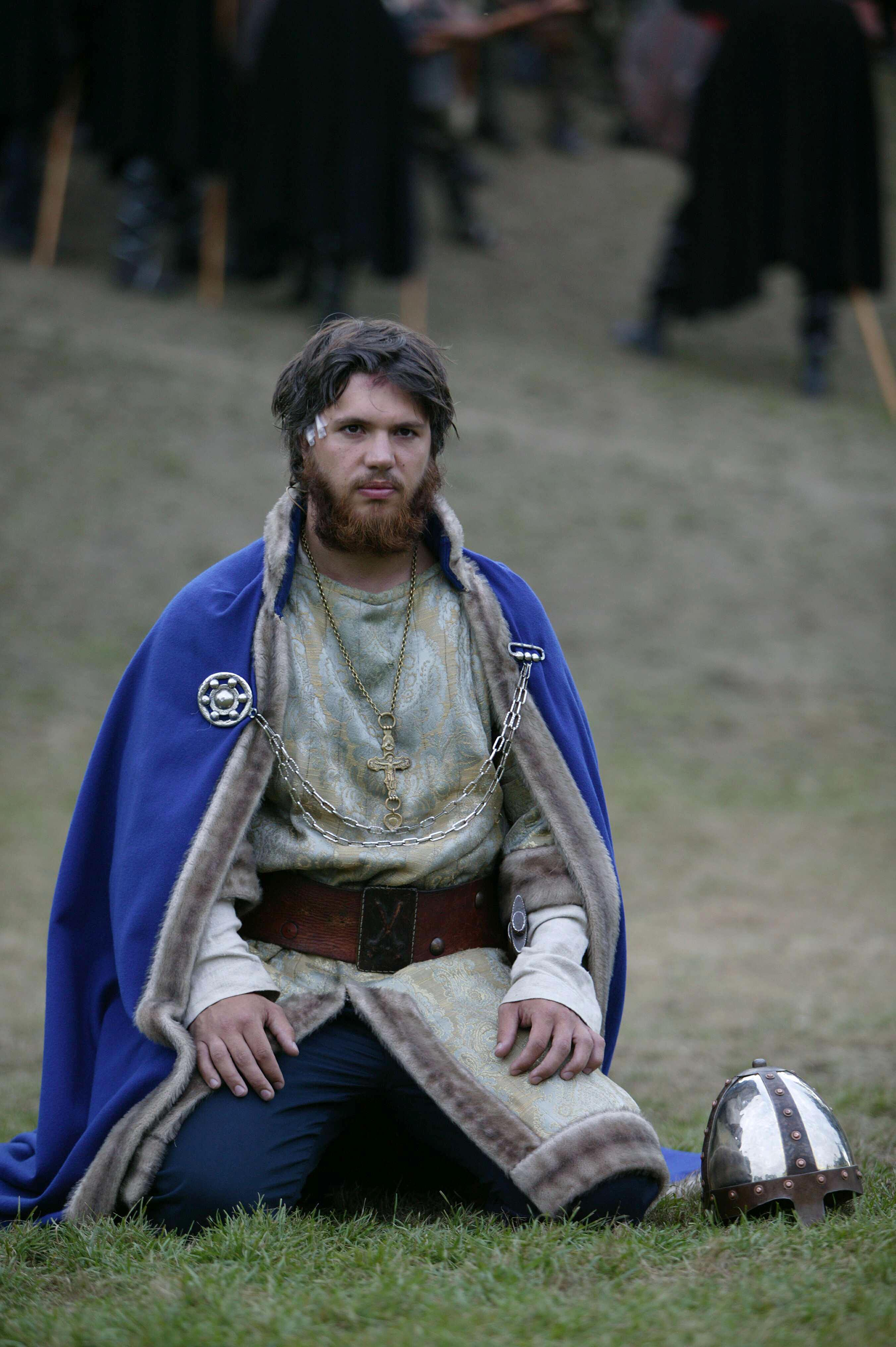
Broch som kung Olav den helige i Spelet om Helige Olav på Stiklestad 2004.

Nicolai Cleve Broch, född 14 november 1975 i Bærum, är en norsk skådespelare. Han är utbildad vid Statens teaterhøgskole 1999. Han har efter studierna varit verksam vid Oslo Nye Teater och Det norske teatret. Från hösten 2005 är han anställd vid Nationaltheatret.

## Filmografi i urval
- 1995 – När alla vet
- 2003 – Buddy
- 2008 – Max Manus
- 2015 – Frikjent (Frikänd)
- 2020 – Morden i Sandhamn (TV-serie)